# Rechteckchor
Der Rechteckchor ist in der Kirchenarchitektur ein quadratischer oder rechteckiger Raum mit geradem (flachem, plattem) Schluss. In seiner Funktion als Sanktuarium ist er mit den aufwändigeren Formen der Apsis und des Polygonalchors identisch.

## Beschreibung
Um den Rechteckchor ohne Vierung oder Querschiffe überhaupt sichtbar zu machen, ist er meist als eingezogener Chor ausgebildet und hat daher eine geringere Breite als das Kirchenschiff.
Der Rechteckchor ist die übliche Form des Chorabschlusses bei einfachen Saalkirchen.
Wegen der betonten Schlichtheit der Bauform kommt der Rechteckchor aber auch bei monumentalen Zisterzienserkirchen oder Bettelordenskirchen sowie in der englischen Gotik (square east end) vor.

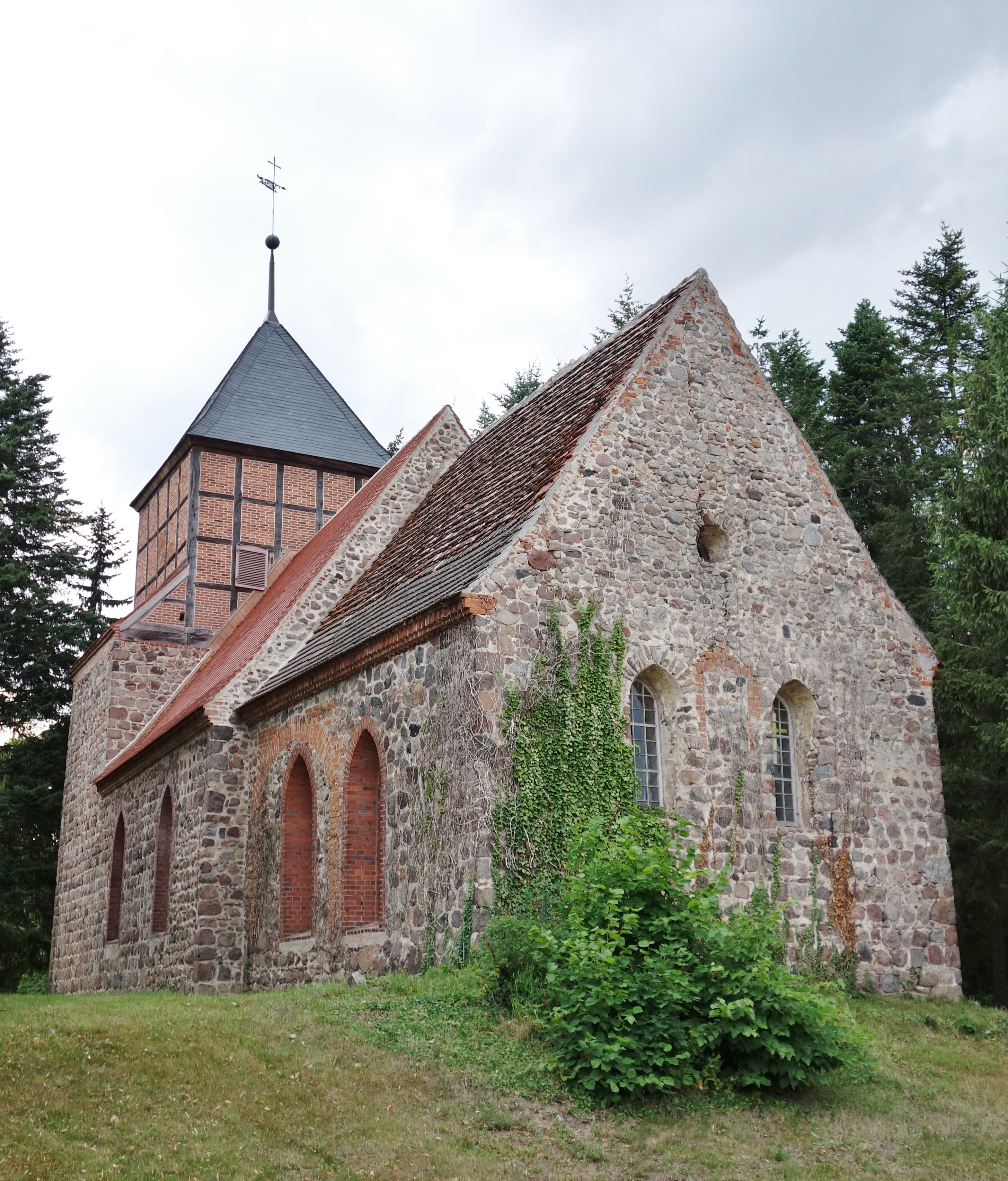
Dorfkirche Kehrberg, Brandenburg mit eingezogenem Rechteckchor
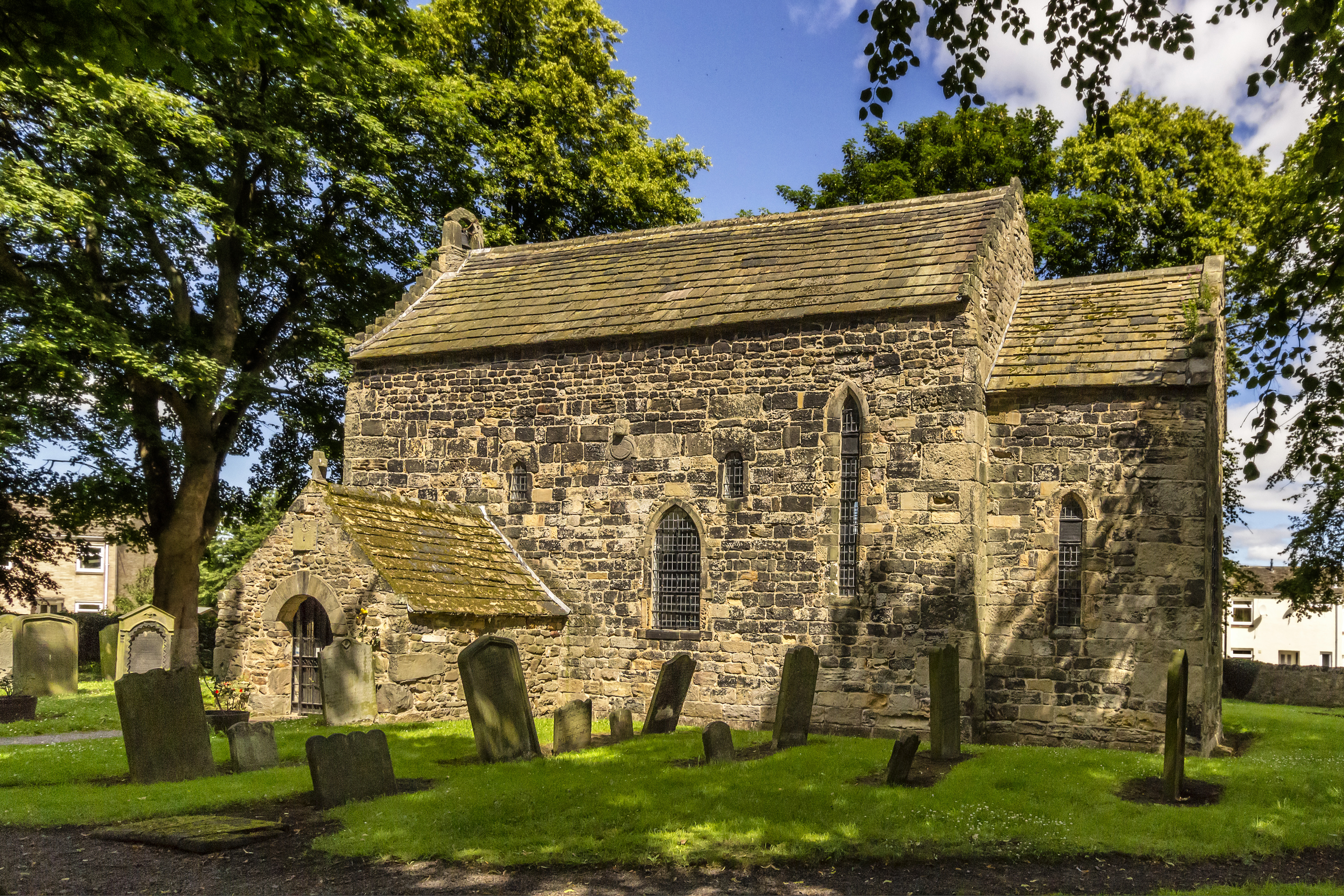
Johanneskirche, Escomb, England mit eingezogenem Rechteckchor
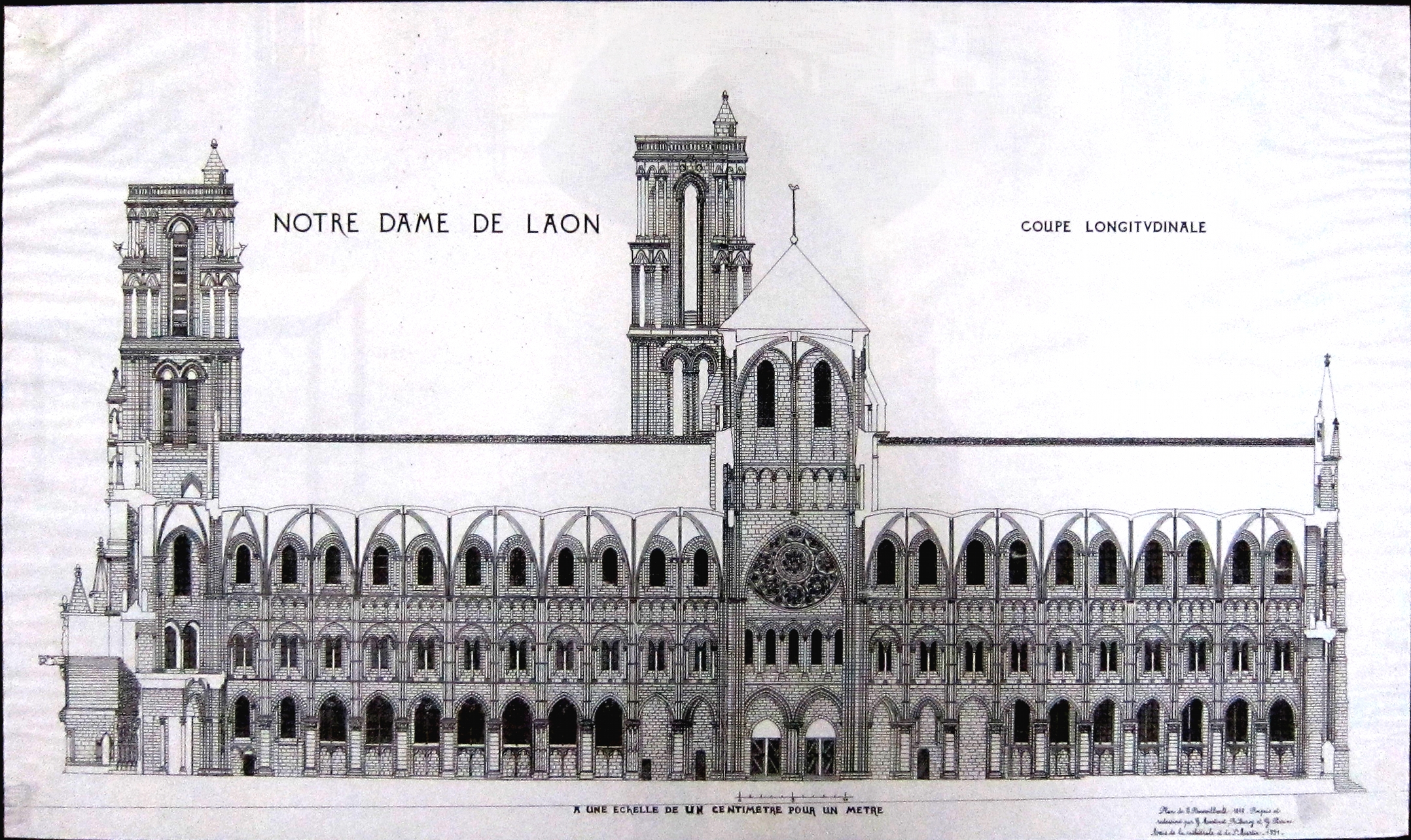
Kathedrale von Laon, Frankreich ohne Einzug
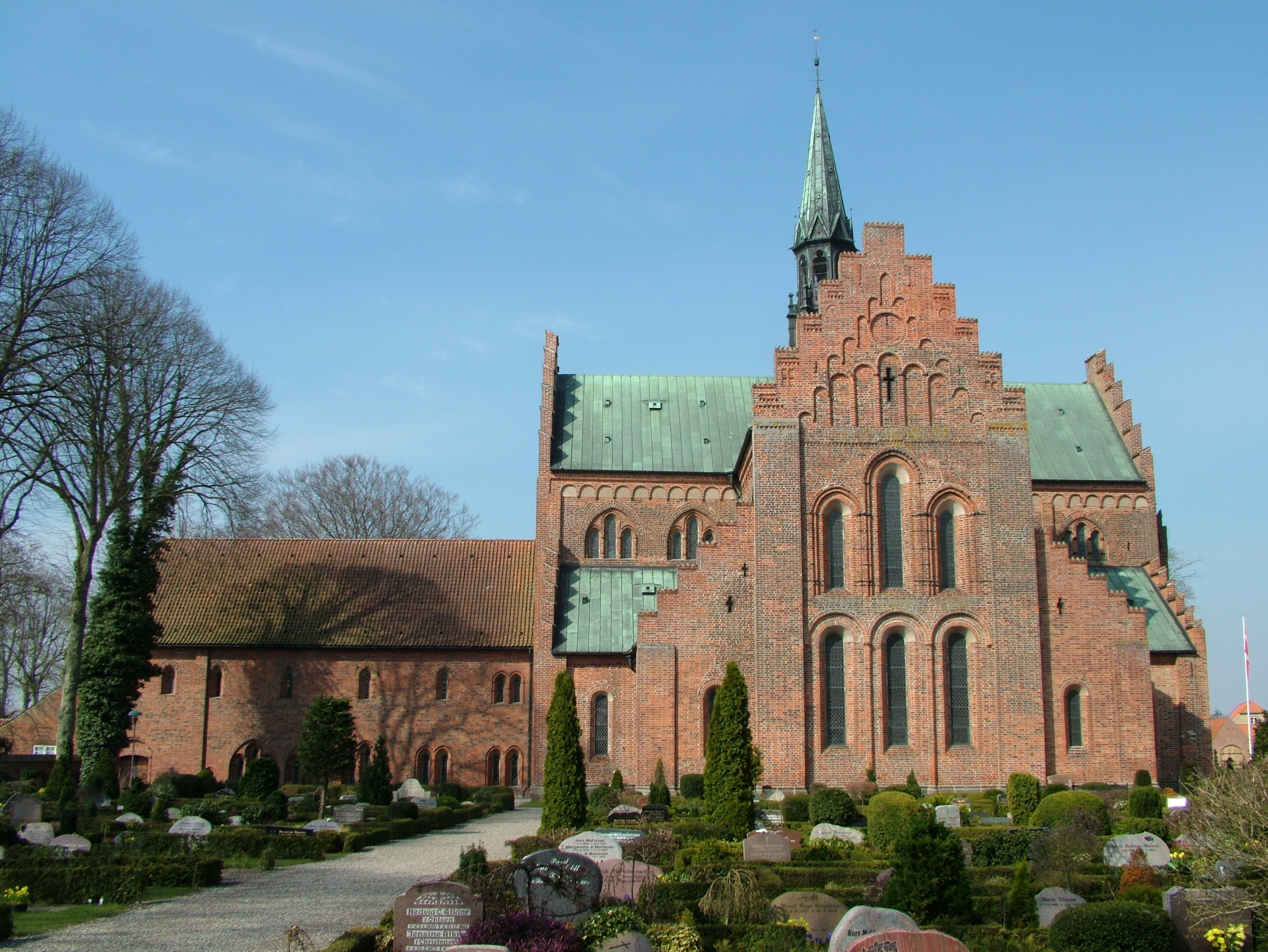
Zisterzienserkloster Løgum, Dänemark ohne Einzug
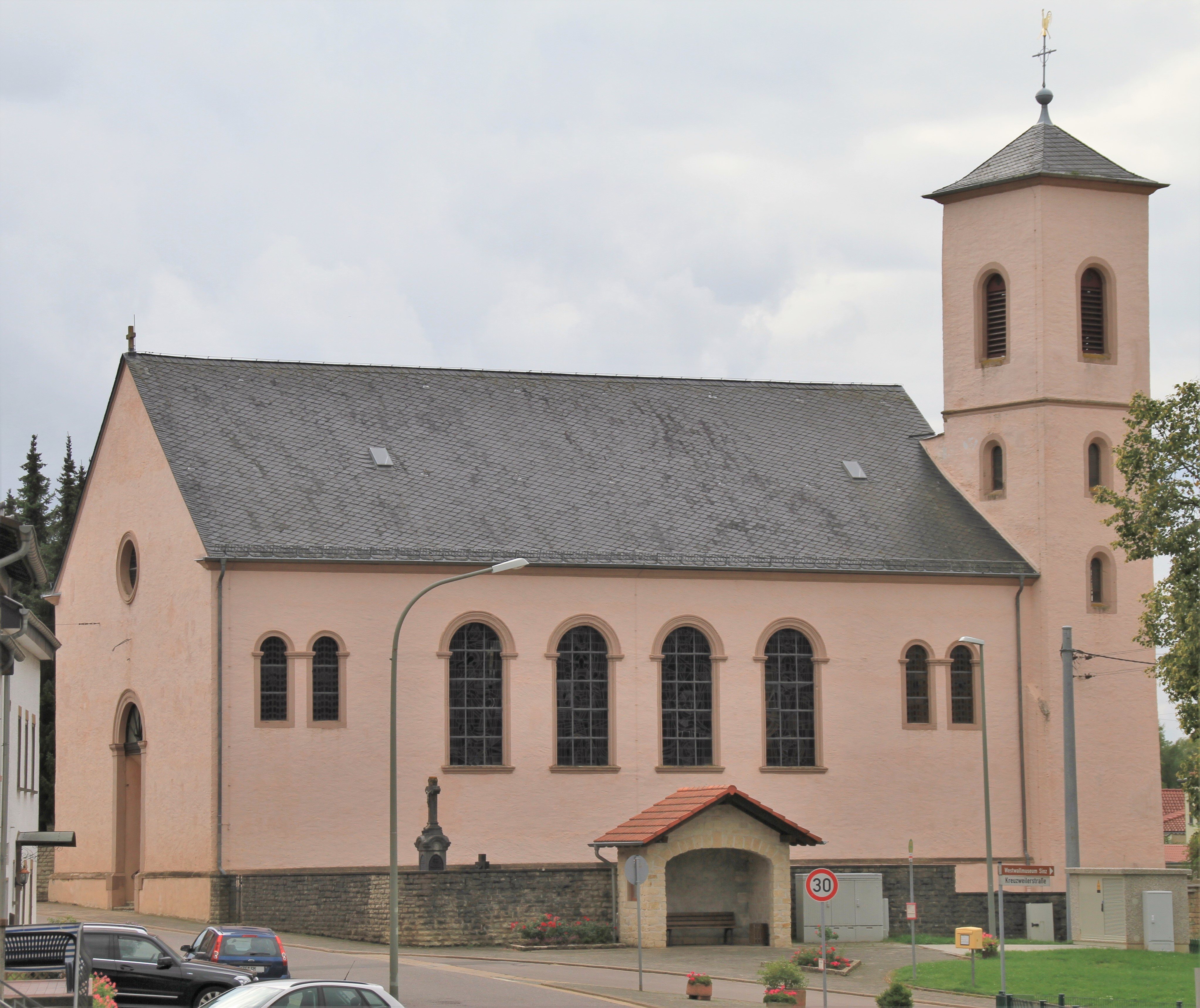
St. Dionysius, Sinz, Saarland ohne Einzug